# Ordoliberalizm
Ordoliberalizm (od łac. ordo „porządek”) – nurt zbliżony do liberalizmu, wykształcony w Niemczech w latach 30. i 40. XX wieku. Głównymi teoretykami ordoliberalizmu byli Franz Böhm, Alexander Rüstow, Wilhelm Röpke, Walter Eucken. Związani z tym nurtem byli także: Ludwig Erhard i Alfred Müller-Armack.
Ordoliberalizm był próbą modyfikacji anglosaskiego klasycznego liberalizmu i przystosowania go do warunków i mentalności niemieckiej. Poszanowanie dla własności prywatnej i reguł gospodarki rynkowej łączono z katolicką nauką społeczną i konserwatyzmem obyczajowym. Niemieccy ordoliberałowie stworzyli teoretyczną podbudowę dla idei społecznej gospodarki rynkowej (twórcą pojęcia jest Alfred Müller-Armack).
Ordoliberalizm opierał się na katolickiej nauce o naturze człowieka, dostrzegając rolę wspólnoty, tradycji, obyczaju i religii. Wolność, zdaniem ordoliberałów, była konsekwencją ludzkiej wolnej woli. Ustawy nie powinny tworzyć nowych norm, lecz ujmować tradycyjne obyczaje w kategorie prawne.
W gospodarce ordoliberałowie podkreślali aspekt etyczny, przeciwstawiali się traktowaniu pracowników „jak maszyny”, z uwagą podchodzili do papieskich encyklik społecznych. Opowiadali się za gospodarką rynkową, szczególnie doceniając i wspierając klasę średnią i drobną burżuazję. Dopuszczali interwencję państwa w gospodarkę tam, gdzie było to konieczne dla obrony konkurencji. Państwo miało zatem bronić wolnego rynku przed monopolami i oligopolami.
Ordoliberalizm opowiadał się zdecydowanie za demokracją parlamentarną, którą traktował jako zaporę przeciwko totalitaryzmowi i kolektywizmowi. Ordoliberałowie obawiali się jednak tyranii większości i populizmu, ponad wolę większości stawiając rządy prawa. Ordoliberałowie popierali decentralizację władzy i federalizację państwa.
Idee ordoliberałów zostały w pewnym stopniu urzeczywistnione, kiedy Ludwig Erhard zasiadał na stanowisku ministra gospodarki (1949–1963), a następnie kanclerza RFN (1963–1966).